# 錦江賓館

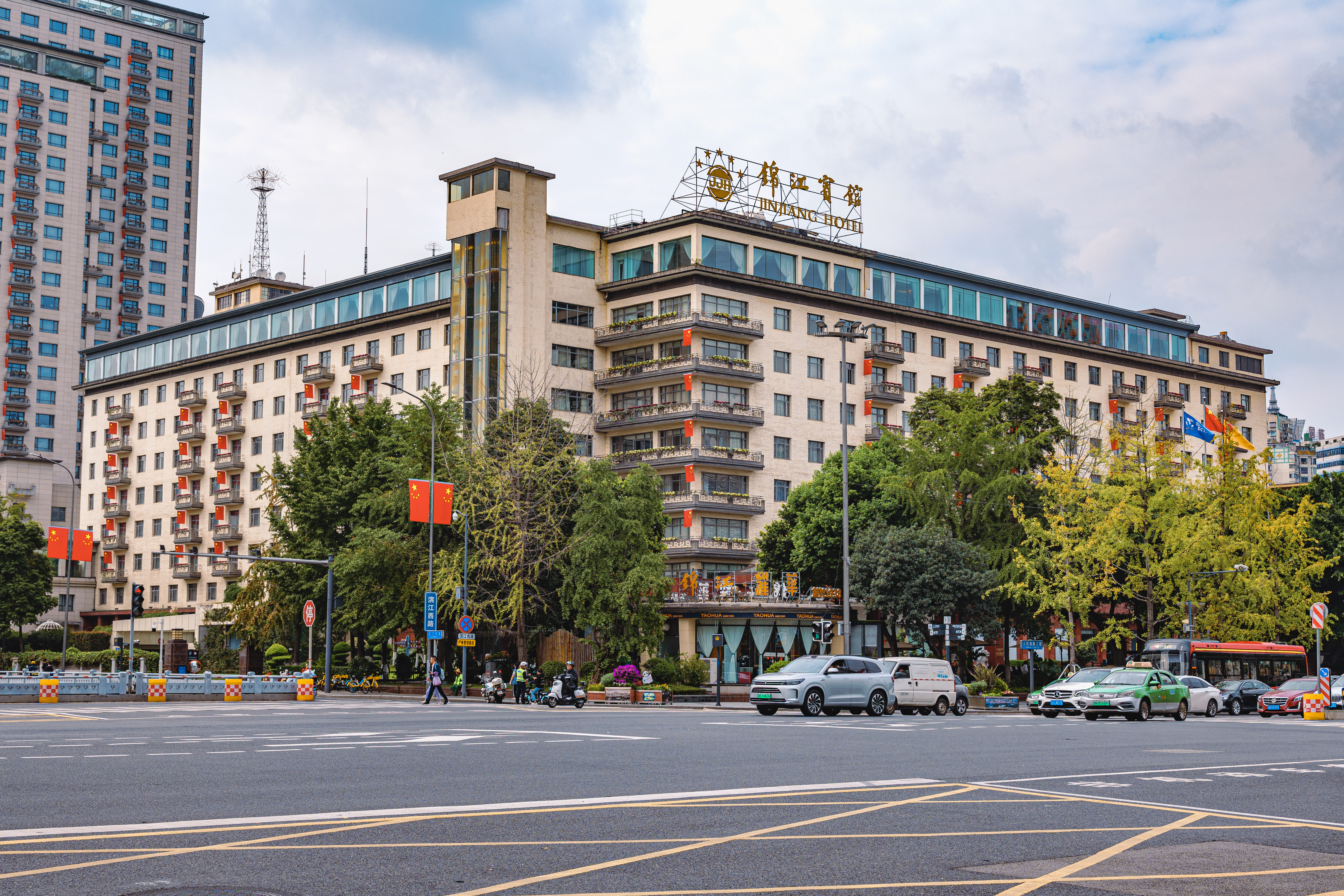
錦江賓館

錦江賓館（きんこうひんかん、锦江宾馆、Jinjiang Bingguan、Jinjiang Hotel）は、中華人民共和国成都市錦江区にある最高級ホテル。

## 概要
成都市初の最高級ホテルとして1958年に開業。成都市の中心部に立地し、敷地内にある多くの木や芝がホテルの建物を取り囲んでいるため、「ガーデンホテル」とも呼ばれている。
客室は主楼と貴賓楼に分かれている。いずれの楼もNHKワールド・プレミアムの視聴が可能。
成都市を訪れる政治家や大企業の経営者に利用されているホテルで、1999年にアメリカン・アカデミー・オブ・ホスピタリティ・サイエンスからファイブスター・ダイヤモンド・アワードを受賞した。
1階にある盧浮花園はレストランのほかに、クラシック音楽のコンサートなどといったイベント会場としても利用されている。
2010年9月27日に成都地下鉄1号線の錦江賓館駅が開業し、成都駅からのアクセスが便利になった。成都南駅からも1号線で行ける。

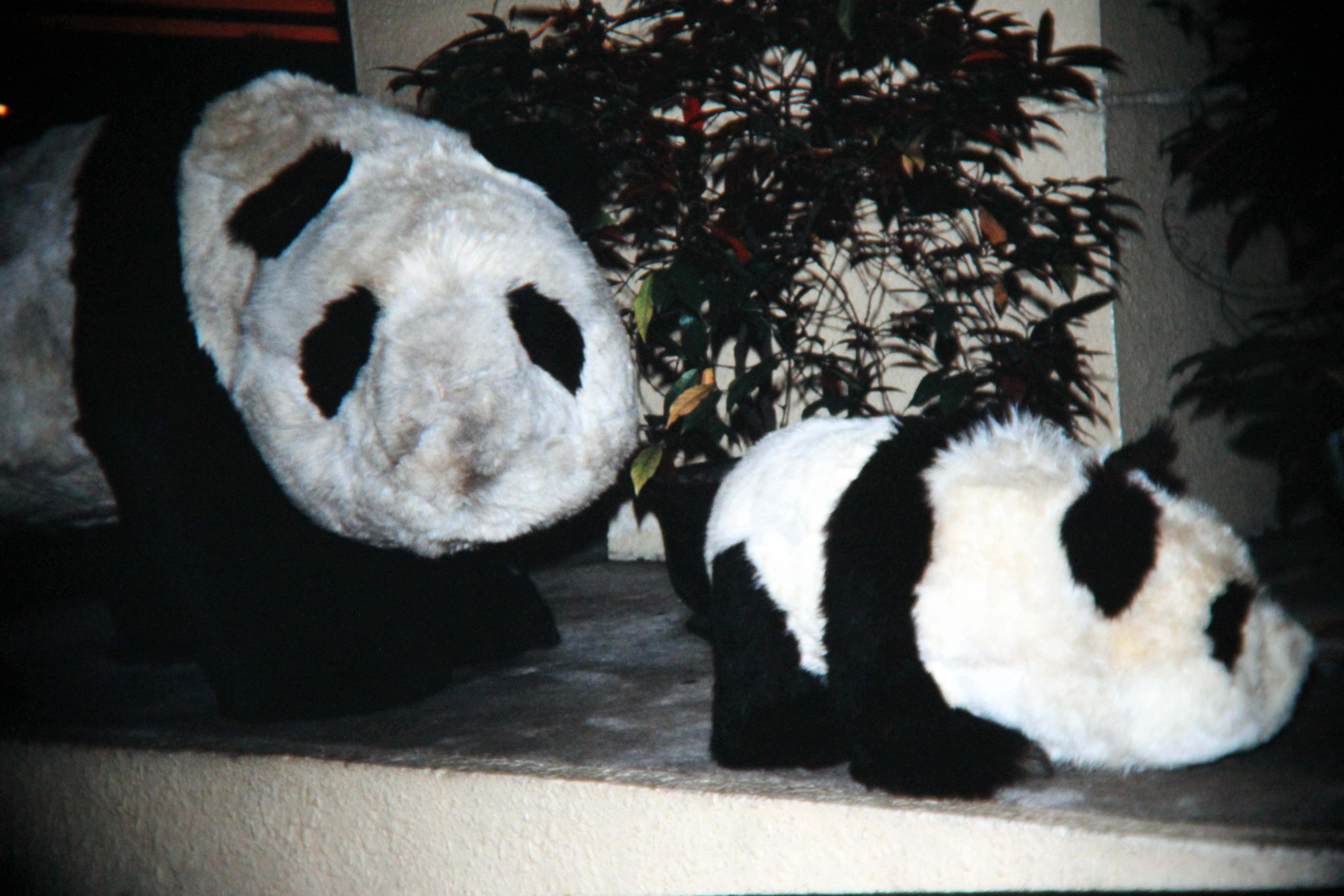
ロビーに飾られたパンダのぬいぐるみ（1991年）

## 施設
- レストラン・バー
  - 維多利亜吧（バー）
  - 紫竹餐庁
  - 盧浮花園
  - 錦軒川菜庁
  - 錦悦法餐庁
  - 東瀛閣（日本料理）
  - 花園餐庁
  - 欧洲花園街
  - 錦閣桜海（鉄板焼き）
  - 貴賓楼行政廊（アフタヌーンティー・カクテル）
  - 錦江花園餅屋（ペストリー）
- ショッピングアーケード
- プール

など
かつて、三井住友海上の事務所が客室3601にあった。

## VIP
- ジミー・カーター
- ヘンリー・キッシンジャー
- エドワード・ヒース
- ヘルムート・コール
- ノロドム・シアヌーク
- ゴー・チョク・トン
- ピエール・カルダン
- メガワティ・スティアワティ・スカルノプトゥリ
- ジャック・シラク
- デーヴィッド・キャメロン
- アンゲラ・メルケル
- 劉奇葆

など